# Nicolas Olano
Nicolas Olano, né le 5 octobre 1951 à Saint-Jean-de-Luz, est le fondateur et actuel président du Groupe Olano. Il est également coprésident de l'UNTF (Union nationale du transport frigorifique) depuis sa création en 2007.

## Biographie
Arrière-petit-fils d'un pêcheur, issu d'une famille de mareyeurs, Nicolas Olano commence à 12 ans sur les marchés comme vendeur à la criée pour le compte de son oncle. Douze ans plus tard, à 24 ans, CAP d'employé de bureau en poche, il achète son premier camion pour 35 000 Francs, un DAF. 
Malgré le développement à l'international de son entreprise, Nicolas Olano a décidé que la zone industrielle de Jalday, à Saint-Jean-de-Luz restera le siège social de la multinationale qu'il a créée. Il le définit d'ailleurs comme son « port d'attache ».
Le groupe Olano, dirigé par Nicolas Olano, est composé d’un actionnariat familial. Il est n°3 français du transport frigorifique.

## Prix et récompenses
- 2004 : titre du transporteur de l'année[8].
- 2008 : ordre national du Mérite, récompensé par la ministre de l’Intérieur Michèle Alliot-Marie[9].
- 2008 : Talent 2008, élu par Objectif Aquitaine[9].
- 2011 : Nicolas Olano est élu transporteur européen de l'année, à Alicante[10].

## Famille Olano
La famille Olano est bien implantée au Pays basque et dans le monde des affaires. En effet, son oncle, Thomas Olano, dirigeait une poissonnerie dans les années 70[réf. nécessaire], appartenant aujourd'hui au groupe Pomona. Mais une relation historique est maintenue entre ces deux entreprises, qui travaillent toujours ensemble (Olano faisant des ramasses en Bretagne pour le compte de Pomona - Thomas Olano).